# Caldeira des vallées
La caldeira des vallées, (en anglais : Valles Caldera) (ou caldeira de Jemez) est une caldeira volcanique de 22 km de diamètre et un supervolcan situé dans les monts Jemez (en), dans le nord du Nouveau-Mexique. Des sources chaudes, des ruisseaux, des fumeroles, des suintements de gaz naturel et des dômes volcaniques parsèment le paysage. Son point culminant est le pic Rond (en) (en anglais : « Redondo Peak »), un dôme de 3 441 m entièrement situé à l'intérieur de la caldeira. Plusieurs vallées herbeuses (en espagnol : « valle(s) ») s'y trouvent également, dont la plus grande est la Grande Vallée (localement Valle Grande), la seule accessible par une route goudronnée. Une grande partie de la caldera se trouve dans la Valles Caldera National Preserve, une unité du réseau du Service des parcs nationaux.